# Petr Muk

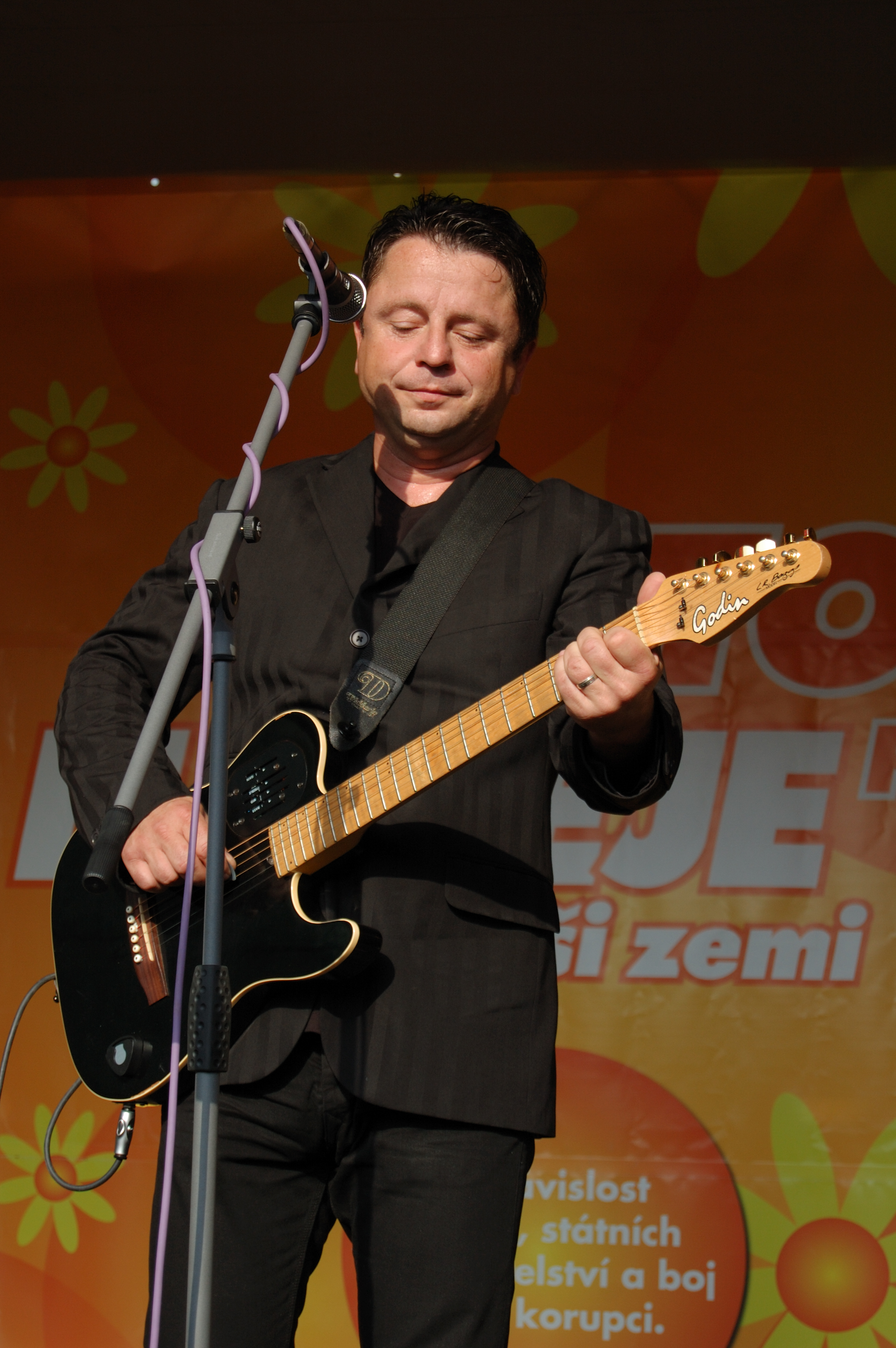
Petr Muk (2009).

Petr Muk nació el 4 de febrero de 1965 en Český Krumlov. Se graduó en la Escuela Técnica de Construcción en České Budějovice. Cuando tenía 15 años, tocaba el bajo y cantaba en varias bandas (sobre todo en bandas de punk y de underground).

## Carrera como cantante y premios
Fundó la banda Océano en 1985 y cantó en esta banda 7 años. La banda llegó a ser conocida sobre todo gracias a la canción Ráchel. La banda obtuvo por ejemplo El Premio de Melodía como Descubrimiento del año en 1989. Shalom, otra banda fundada por Petr Muk, también obtuvo el mismo premio. En 1992 la banda Shalom consiguió el premio checo Grammy en la categoría "La banda del año“ y el mismo año Petr Muk obtuvo este premio también como El cantante del año. Petr Muk grabó varios discos con ambas bandas. También grabó una canción con Bruce Forest.

## Discos
En 1997 publicó su propio disco "Petr Muk“. Otros de sus discos son por ejemplo
Cicatriz de amor, Toques de sueño, Destino en manos y DVD Espejo.

## Composiciones
En los años 2002 y 2003 Petr Muk obtuvo el segundo lugar en una encuesta de popularidad de Český slavík Mattoni, pero no pudo volver a la cumbre en su carrera, a pesar de que las radios continuaron poniendo sus composiciones, como por ejemplo Espejo, Bon Soir Mademoiselle Paris y Sombra de la catedral.

## Musicales
Petr Muk no consiguió éxitos destacados en premios como, por ejemplo, Ángel. Después del año 2000 empezó a actuar en musicales. Actuó, por ejemplo, en Ninfa, Golem, Johana de Ark y Galileo.

## Muerte

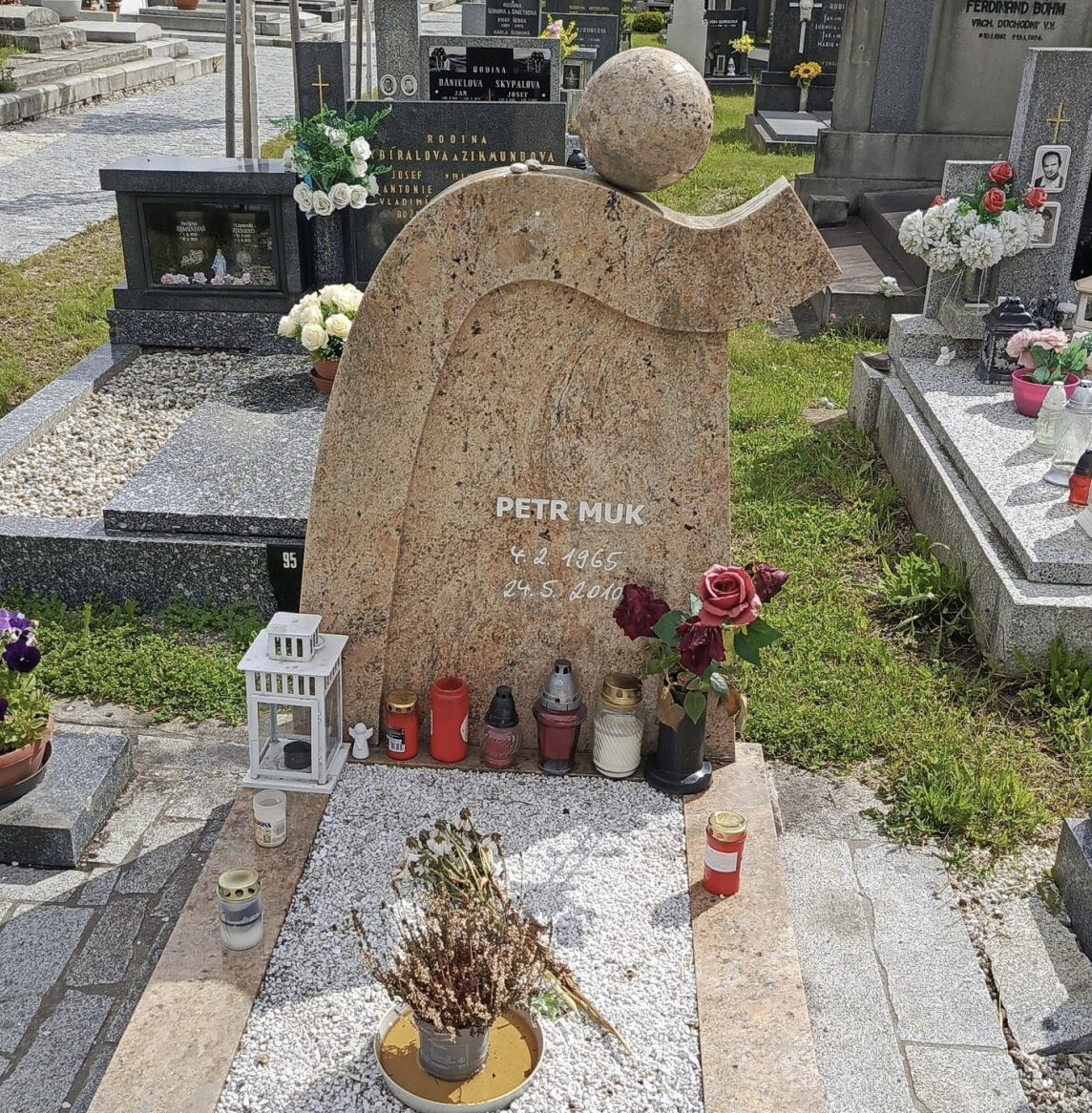
Český Krumlov

Petr Muk murió poco después de la grabación de su disco El laberinto de los días. Murió el 24 de mayo de 2010 en su apartamento, ahogado por su propio vómito. Su esposa lo encontraba muerto por la mañana. Su muerte fue una casualidad.Está enterrado en el cementerio de Český Krumlov.

## Discografía propia
Petr Muk (1997)
Cicatriz de amor (2000)
Toques de sueño (2002)
Oh L'Amour (2004)
Destino en manos (2005)
Sol / Lo mejor (2007) —compilación
Musical y película (2009)
En laberinto de días (2010)
Outro (2011) —publicado después de su muerte

## Premios
Plata
Český slavík Mattoni 2002 a 2003
Bronce
Český slavík 2004
Segundo en la adjudicación de premios prestigiosos de telespectadores Týtý desde 2001 hasta 2004
Finalista en elecciones de miembros de Academia de música popular en los 3 mejores (Grammy, Ángel)